# Eukiefferiella ozhegovae
Eukiefferiella ozhegovae är en tvåvingeart som först beskrevs av Akhrorov 1967.  Eukiefferiella ozhegovae ingår i släktet Eukiefferiella och familjen fjädermyggor. Inga underarter finns listade i Catalogue of Life.